# Женская сборная Бразилии по кёрлингу
Женская сборная Бразилии по кёрлингу — представляет Бразилию на международных соревнованиях по кёрлингу. Управляющей организацией выступает Федерация ледовых видов спорта Бразилии (порт. Confederação Brasileira de Esportes no Gelo, англ. Brazilian Ice Sports Federation).

## Результаты выступлений

### Панконтинентальные чемпионаты
| Год  | Место | И | В | П | Состав (четвёртый/скип, третий, второй, первый, запасной, тренер)                                                                              |
| ---- | ----- | - | - | - | --- |
| 2022 | 9     | 8 | 0 | 8 | Isis Oliveira (скип), Лусиана Баррелла, Marcélia Melo, Sarah Lippi, запасной: Giullia Rodriguez, тренеры: Christine Mathews, Barbara Zbeetnoff |
| 2023 | 11    | 6 | 3 | 3 | Анна Сибуя (скип), Лусиана Баррелла, Sarah Lippi, Isabelle Campos, запасной: Marcélia Melo, тренер: Frank Odriscoll                            |
| 2024 | 13    | 7 | 3 | 4 | Isis Regadas Abreu (скип), Лусиана Баррелла, Marcélia Melo, Ana Teodoro, запасной: Rafaela Ladeira, тренер: Barbara Zbeetnoff                  |

### Отборы зоны Америки на чемпионаты мира
(англ. Americas World Curling Championship Challenge, Americas Challenge)
| Год  | Место | И | В | П | Состав (четвёртый/скип, третий, второй, первый, запасной, тренер)                                                                 |
| ---- | ----- | - | - | - | --- |
| 2017 | 2     | 3 | 0 | 3 | Aline Goncalves (скип), Isis Oliveira Souza, Alessandra Barros, Анна Сибуя, запасной: Лусиана Баррелла, тренер: Robbie Gallaugher |

### Квалификационные турниры к чемпионатам мира
(англ. World Qualification Event)
| Год  | Место | И | В | П | Состав (четвёртый/скип, третий, второй, первый, запасной, тренер)                                  |
| ---- | ----- | - | - | - | -------------------------------------------------------------------------------------------------- |
| 2019 | 4     | 7 | 3 | 4 | Анна Сибуя (скип), Лусиана Баррелла, Alessandra Barros, Debora Monteiro, тренер: Barbara Zbeetnoff |